# 3344 Peachtree
3344 Peachtree est un gratte-ciel situé à Atlanta (Géorgie, États-Unis), dont la construction s'est achevée en 2008. 
Il est le neuvième plus haut gratte-ciel de la ville d'Atlanta. L'immeuble mesure 202 mètres et possède 48 étages. Le 3344 Peachtree est le bâtiment le plus élevé d'usage mixte situé en dehors du centre-ville d'Atlanta.
L'immeuble fut dessiné par la firme d'architecture Smallwood, Reynolds, Stewart, Stewart & Associates, Inc..